# Don Camillo
Don Camillo  zajedno s Pepponeom, jedna od glavnih figura nekoliko romana talijanskog pisca Giovannina Guereschia. 
Oni zajedno opisuju provincijalnu Italiju neposredno nakon Drugog svjetskog rata pa do ranih 1960-ih godina - sukobe između tradicionalnih vrijednosti i politički rivalitet pod utjecajem hladnog rata.

## Radnja
Lik don Camilla Taroccia je najvjerojatnije napravljen prema liku katoličkog svećenika don Camilla Valotia, koji je bio partizan i zatočenik u koncentracijskim logorima Dachau i Mauthausen.
Don Camillo je snažan i mudar seoski svećenik u fiktivnom selu Boscaccio. U filmu se vide kulise naselja Brescello u dolini Poa u sjevernoj Italiji, gdje je don Camillo bio u stalnom sukobu s gradonačelnikom Giuseppeom Bottazziem, zvanim Pepponeom, također snažnim pripadnikom komunističke partije Italije.
Njih dvojica su spojena kroz zajedničku povijest u partizanima, ali u poslijeratnom vremenu se natječu u traženju rješenja socijalnih pitanja njihovog vremena, koristeći pri tom različita sredstva da bi ostvarili svoje ciljeve ali na kraju se može vidjeti da su bliski jedan drugom, više nego što to sami žele priznati.
Sam pisac Guareschi je model za oba svoja lika, izgledom liči prije na Pepponea, ali po svojim ubjeđenjima više se reflektira na don Camilla. 
Njegove priče se mogu razumjeti i kao moralni apel protiv političkih logora, da bi se postigla zajednićka rekonstukcija Italije nakon pada Mussolinijeve diktature i fašizma. Da priča ne bi prešla u kliše, prebjeglo se triku: važnu ulogu u cijeloj priči igra križ u seoskoj crkvi. Svaki put kad bi don Camillo pobijedio protivnika, Isus mu je govorio s križa kritizirajući ga ako je to bilo potrebno. 
Prva priča o don Camillu i Pepponeu prvi put je objavljena za Božić 1946. u satiričnom magazinu Bertoldo, gdje je Guareschi radio kao glavni urednik. Priča je doživjela veliki uspjeh i izdavač Angelo Rizzoli, mu je omogućio objavljivanje nastavaka što je 1948. godine rezultiralo objavljivanjem knjige, u kojoj su bile skupljene priče.
Koliko je veliku međunarodnu popularnost don Camillo imao opisuje anegdota, koju je Guareschi ispričao u predgovoru za Don Camillo i njegovo stado : Poslije velikih izlijevanja rijeke Po 1951., iz inozemstva su dolazili paketi i odjeća s natpisom "za don Camilla i Pepponeove ljude".

## Knjige
Neke od objavljenih knjiga:
- „Mondo piccolo: Don Camillo“ 1948.
- „Don Camillo e il suo gregge“ 1953.
- „Mondo piccolo: Il compagno Don Camillo“ 1963.
- „Don Camillo e i giovani d’oggi“ 1969.
- „Gente così/Mondo piccolo“ 1980.
- „Lo spumarino pallido: Mondo piccolo“ 1981.
- „Il decimo clandestino/Noi del Boscaccio“ 1982./1983.
- „L'anno di Don Camillo“ 1985.
- „Ciao, Don Camillo“ 1996.

## Filmovi
Najpoznatije ekranizacije lika don Camilla nastaju između 1952. i 1965. kada je Fernandel igrao don Camillo a Gino Cervi Pepponea. Filmovu su snimljenu u malom mjestu Brescello, u oblasti Emilia-Romagna. Na taj period i danas podsjeća muzej Peppone e Don Camillo otvoren 1989. u Brescellu.
Snimljeno je šest cijelih filmova u Brescellu, ali samo prvih pet s Fernandelom i Ginom Cerviom. Fernandel umire 1971., tijekom snimanja šestog filma, koji nije dovršen. Kasniji film iz 1972. je remake ovog filma s drugim glumcima. 
| Godina | Naziv filma | Redatelj        | Dužina    |
| ------ | --- | --------------- | --------- |
| 1952.  | Don Camillo i Peppone tal.: Don Camillo franc.: Le petit monde de Don Camillo engl.: The little world of Don Camillo                      | Julien Duvivier | 107 min   |
| 1953.  | Povratak don Camilla tal.: Il ritorno di Don Camillo franc.: Le retour de Don Camillo engl.: The return of Don Camillo                    | Julien Duvivier | 100 min   |
| 1955.  | Velika borba don Camilla tal.: Don Camillo e l'onorevole Peppone franc.: La grande bagarre de Don Camillo engl.: Don Camillo's last round | Carmine Gallone | 97 min    |
| 1961.  | Don Camillo: Monsignor! tal.: Don Camillo Monsignore…ma non troppo franc.: Don Camillo…Monseigneur! engl.: Don Camillo: Monsignor!        | Carmine Gallone | 115 min   |
| 1965.  | Drug don Camillo tal.: Il compagno Don Camillo franc.: Don Camillo en Russie engl.: Don Camillo in Moscow                                 | Luigi Comencini | 95 min    |
| 1971.  | Don Camillo i današnja omladina tal.: Don Camillo e i giovani d'oggi franc.: Don Camillo et les contestataires                            | Christian Jaque | nedovršen |
| 1972.  | Don Camillo i današnja djeca tal.: Don Camillo e i giovani d'oggi franc.: Don Camillo et les contestataires                               | Mario Camerini  | 111 min   |
| 1983.  | Don Camilllo tal.: Don Camillo | Terence Hill    | 126 min   |

Filmsku glazbu za prvih pet filmova skladao je Alessandro Cicognini.
1980./81. snimljena je britanska tv-serija Mali svijet don Camilla (The little world of Don Camillo), Režija: Peter Hammond, s Mariom Adorfom kao don Camillo i Brianom Blessed u ulozi Pepponea.